# Fider
Fider – fizyczne okablowanie przenoszące  sygnał radiowy z nadajnika do anteny lub z anteny do odbiornika, nazywane też linią transmisyjną.
Podczas prawidłowego działania, w idealnych warunkach, fider powinien skutecznie przenosić wszystkie fale radiowe bez jakichkolwiek strat sygnału, bez promieniowania i pochłaniania energii. Używane są trzy rodzaje fiderów: koncentryczne, symetryczne (w tym tak zwane drabinki) oraz falowody (przy częstotliwościach powyżej 2 GHz).
Fider jest bardzo ważną częścią układu antenowego, zwłaszcza w pewnych warunkach, jak wysokie częstotliwości lub słabe sygnały radiowe lub oba czynniki naraz. Okablowanie układu zasilania posiada swoją impedancję, która musi być dopasowana do nadajnika/odbiornika/transceivera i anteny, aby zapobiec stratom sygnału. Dopasowanie to możliwe jest przy pomocy symetryzatora antenowego.

## Kabel symetryczny
Kabel symetryczny składa się z dwóch położonych równolegle względem siebie przewodów otoczonych izolacją. Odległość między dwoma przewodami jest mała w stosunku do długości fali. Kabel ten w postaci płaskiej wstążki używany był kiedyś powszechnie do zasilania odbiorników telewizyjnych. Do zasilania anten krótkofalarskich stosuje się fider w postaci drabinki (dwóch przewodów miedzianych rozpiętych za pomocą płaskowników wykonanych z materiału izolacyjnego, na przykład ebonitu lub tekstolitu).

## Kabel koncentryczny

Kabel koncentryczny

Kabel koncentryczny to przewód miedziany otoczony izolacją, wspólnym ekranem oraz zewnętrzną koszulką ochronną. Stosuje się go jako medium transmisyjne w sieciach Ethernet, w instalacjach antenowych radiowych i telewizyjnych, jak również w aparaturze pomiarowej. Uważany jest za kabel niesymetryczny.

## Falowód

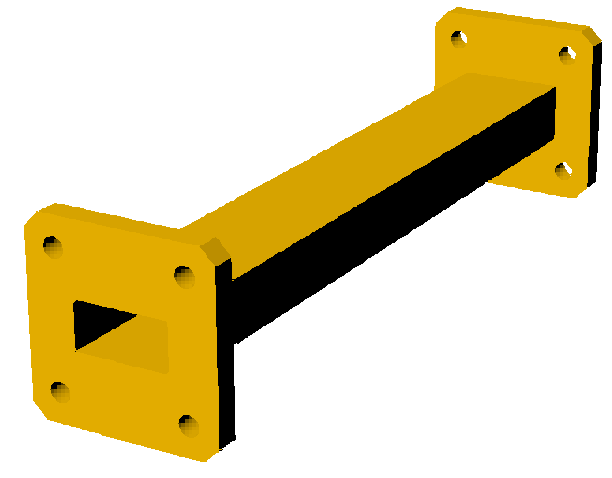
Falowód

Falowód jest wykonanym z metalu kanałem o przekroju kwadratowym lub okrągłym, służącym do prowadzenia fal elektromagnetycznych o dużej lub bardzo dużej częstotliwości, ze względu na zjawisko naskórkowości.

## Charakterystyka fiderów
Porównanie kilku cech wspólnych przewodów zasilających.
| Typ                 | Impedancja (Ω) | Współczynnik prędkości (VF) |
| ------------------- | -------------- | --------------------------- |
| kabel symetryczny   | 300            | 82%                         |
| kabel drabinkowy    | 450, 600       | 95%                         |
| kabel koncentryczny | 50, 75         | 66%                         |